# Santa Lucía (Boaco)
Santa Lucía est une municipalité nicaraguayenne du département de Boaco au Nicaragua.
Elle a une population de 10 300 habitants (2006, est.) et une superficie de 120,78 km2.

## Géographie
Santa Lucía est située à 94 km de Managua. Environ 72% de la population vit dans les zones rurales et 28% dans les zones urbaines.
Le territoire est situé dans les contreforts de la chaîne de montagnes de la Cordillera de Amerrisque, descendant vers les rives du Lac Nicaragua. Le terrain est accidenté, avec des extensions de terres fertiles.
Son système montagneux le plus important atteint entre 915 et 1 067 m d'altitude, et est constitué par les élévations imposantes et rocheuses de Los Talnites, El Viejo et Santo Domingo, qui se termine par un monolithe élevé.
Les rivières qui traversent son territoire en irriguant ses vallées et ravins sont, par ordre d'importance : la rivière Malacatoya, la rivière Fonseca, la rivière Buche, la rivière La Chingastosa, la rivière Sarco et la rivière Conganchigua.

## Histoire
À l'époque de la colonie espagnole, la ville de Santa Lucía était connue sous le nom de « Potreritos » (petits pâturages) et faisait partie de la municipalité de Teustepe. La ville a ensuite été rebaptisée en l'honneur de Sainte Lucie.
Le 16 août 1904, la ville de Santa Lucía devient le chef-lieu de la municipalité homonyme et fait partie du département de Boaco.

## Économie
L'économie repose principalement sur l'agriculture, avec environ 2 200 petits agriculteurs dans la municipalité .